# Otylia Jędrzejczak
Otylia Jędrzejczak (Ruda Śląska, 13 dicembre 1983) è un'ex nuotatrice polacca.
Specializzata nello stile libero e farfalla, ha vinto una medaglia d'oro e due medaglie d'argento alle olimpiadi di Atene 2004.
È alta 187 cm e porta il 47 di scarpe.

## Palmarès
- Olimpiadi

Atene 2004: oro nei 200m farfalla, argento nei 100m farfalla e nei 400m sl.
- Mondiali

Fukuoka 2001: argento nei 100m farfalla.
Barcellona 2003: oro nei 200m farfalla e argento nei 100m farfalla.
Montreal 2005: oro nei 200m farfalla e bronzo nei 100m farfalla.
Melbourne 2007: argento nei 400m sl e bronzo nei 200m farfalla.
- Mondiali in vasca corta

Atene 2000: bronzo nei 200m farfalla.
- Europei

Istanbul 1999: bronzo nei 200m farfalla.
Helsinki 2000: oro nei 200m farfalla e argento nei 100m farfalla.
Berlino 2002: oro nei 200m farfalla e argento nei 100m farfalla.
Madrid 2004: oro nei 200m farfalla e bronzo nei 100m farfalla.
Budapest 2006: oro nei 200m sl e nei 200m farfalla e argento nella 4x200m sl.
- Europei in vasca corta

Anversa 2001: oro nei 200m farfalla.
Helsinki 2006: oro nei 200m farfalla e argento nei 200m sl.
Debrecen 2007: oro nei 200m farfalla e bronzo nei 100m farfalla.
- Universiadi

Smirne 2005: oro nei 200m sl, nei 100m farfalla e nei 200m farfalla.

## Riconoscimenti
- European Swimmer of the Year: 2005